# 无能子
无能子，唐朝末年思想家。其姓名、籍贯、生平皆不详，只有“无能子”别号流传在世。
据传说他自少年就博学寡欲，擅长于哲学思辨，以授徒讲学为生。后来为了躲避黄巢起义战火，漂泊四海，生活艰难。光启三年（887），隐居于左辅（今陕西东南部），著成《无能子》一书。在抨击君主专制制度违反自然的同时，提倡道教的修炼，并宣扬儒家的仁义和佛教的“无心”。
《无能子》为其著作。全书分上中下三卷，将近万言，现存34篇。有专家考证书中似乎有残缺，但又有人考证认为不仅没有残缺，而且最后四篇是明人增添，原文仅有30篇。现存版本以明正统《道藏》本最早，后又有十多种本版。王明的《无能子校注》（中华书局，1981）是目前唯一的校注本。